# Salvinia natans
L'erba pesce (Salvinia natans (L.) All.,) è una piccola felce acquatica della famiglia Salviniaceae, che cresce sulla superficie di acque dolci stagnanti o lentamente fluenti.

## Descrizione

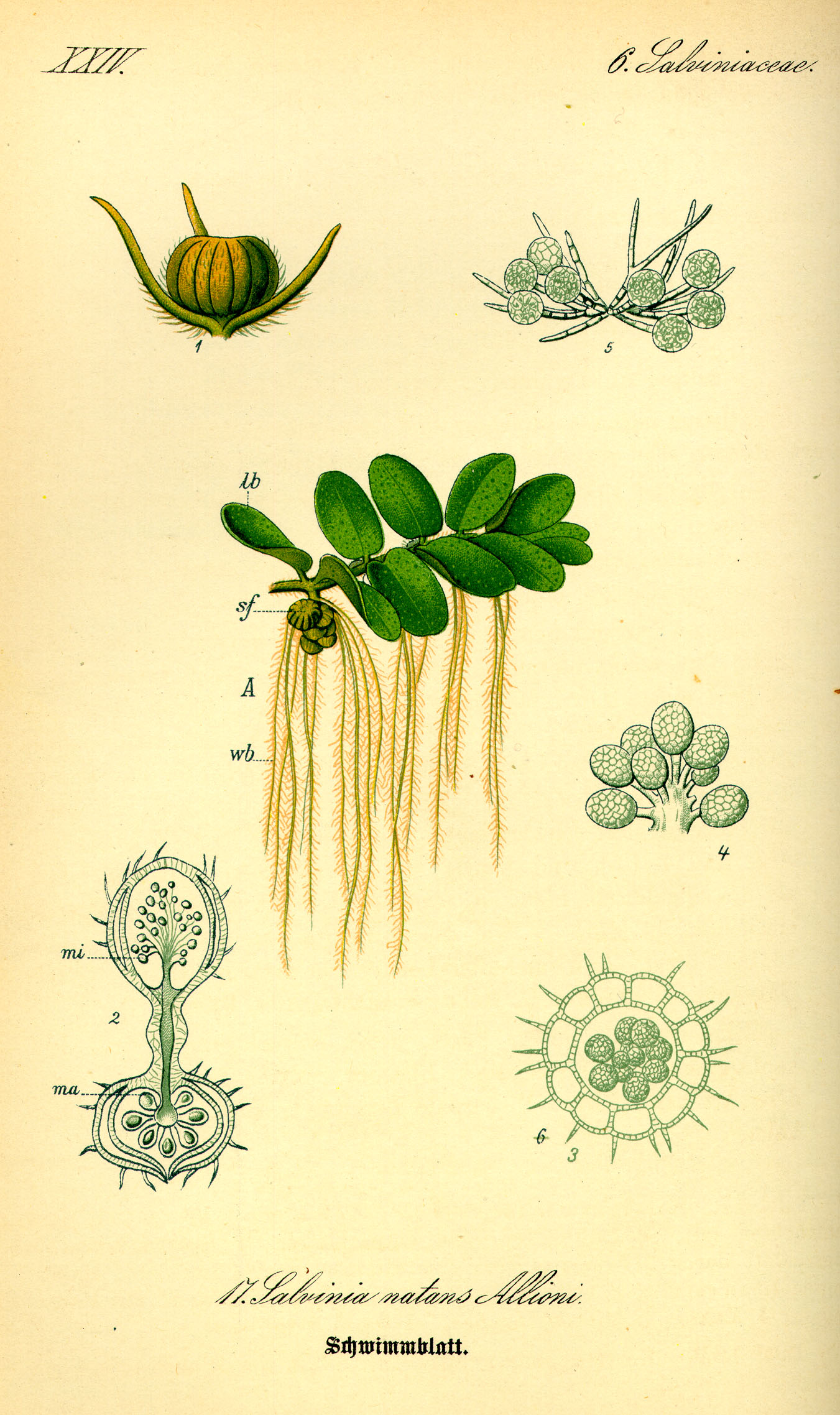

È una pianta acquatica idrofita natante costituita da un sottile fusto orizzontale lungo 8-10 cm, da cui partono 6-14 foglioline ellittiche, opposte. La pagina superiore di ogni foglia è ricoperta da una fitta peluria che le conferisce un aspetto vellutato e che svolge una funzione idrofuga e protettiva. Dal nodo di ogni coppia di foglie parte verso il basso una radice con funzione assorbente.
Si riproduce mediante sporocarpi (foglie modificate contenenti le spore) immersi nell'acqua e per riproduzione vegetativa mediante frammentazione.

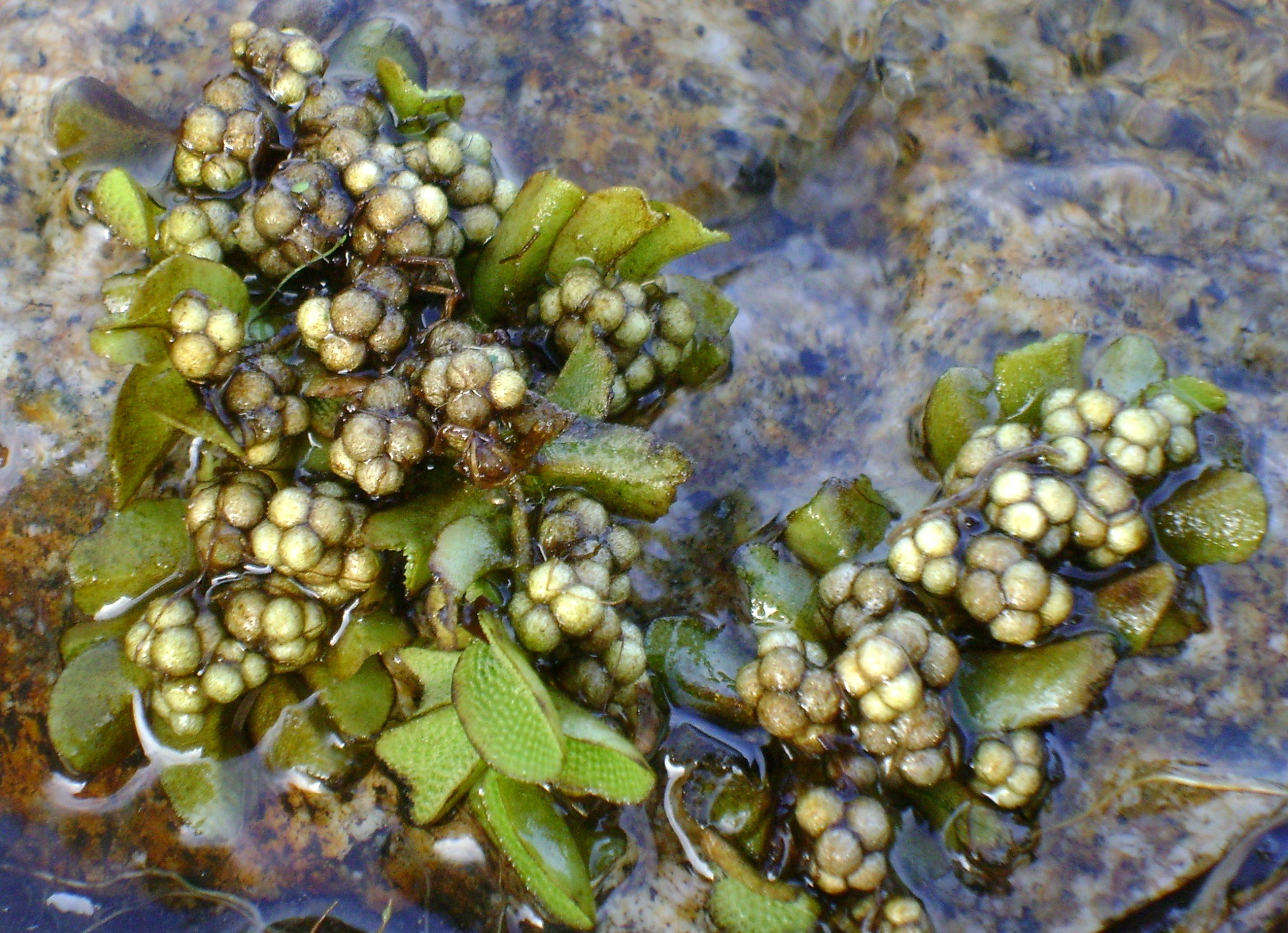
Sporocarpi

## Distribuzione e habitat
La specie ha un areale eurasiatico, che si estende dall'Europa centrale sino alla Cina, al Giappone e al sud-est asiatico.In Europa è diffusa dalla valle del Reno sino alla Russia e a sud dall'Italia settentrionale sino alla Grecia settentrionale.
Cresce in acque calme o con leggera corrente.